# Мосса, Гюстав-Адольф
Гюстав-Адольф Мосса (фр. Gustav-Adolf Mossa; 28 января 1883, Ницца — 25 мая 1971, Ницца) — французский художник и иллюстратор, представитель позднего символизма и модерна.

## Жизнь и творчество
Г.-А. Мосса родился в семье французского художника Алексиса Мосса (1844—1926) и итальянки Маргериты Альфиери. Он ещё в ранние годы проявил интерес к занятиям живописью. С 1900 года учился в Школе декоративного искусства Ниццы. В том же году посетил Всемирную выставку в Париже, где познакомился с искусством символистов. Как художник, Г.-А. Мосса находился под сильным творческим влиянием Гюстава Моро, английских прерафаэлитов, мастеров итальянского Возрождения. В 1901 году он совершает путешествие по Италии, посещает Флоренцию, Пизу и Сиену. Вернувшись в Ниццу в конце 1902 года, выигрывает конкурс по проекту на художественное оформление знаменитого Ниццанского карнавала. В 1903 Мосса вновь едет в Италию — в Мантую, Венецию и Падую.
В период с 1904 по 1911 год художник работает преимущественно по трём направлениям: пишет символистские полотна, работает над оформлением карнавалов в Ницце, создаёт акварельные пейзажи. В 1908 году Мосса вступает в брак с Шарлоттой-Андре Ноден. В 1911 году в парижской галерее Жоржа Пети проходит выставка его работ. В 1913 году в Париже и Ницце выставляется серия его полотен, инспирированных музыкальными сочинениями Роберта Шумана. В 1914 году, с началом Первой мировой войны, художник призывается на военную службу. Увиденное им в военные годы оказало влияние на последующее творчество Мосса.
В послевоенные годы художник постепенно дистанцируется от символизма. Центральной темой его работ часто становится Женщина, представляемая как некое развращённое и опасное существо.
Г.-А. Мосса известен также как талантливый иллюстратор литературных произведений, в частности сочинений Вольтера, Анатоля Франса, Бомарше, Флобера и др.

## Галерея
- Собрание избранных полотен Г.-А. Мосса